# Alxing-Brucker Genossenschaftsbank
Die Alxing-Brucker Genossenschaftsbank eG ist eine Genossenschaftsbank mit Sitz in der bayerischen Gemeinde Bruck im Landkreis Ebersberg.

## Geschichte
Die heutige Alxing-Brucker Genossenschaftsbank eG wurde am 22. Januar 1901 in Alxing bzw. am 29. September 1908 in Bruck gegründet und entstand im Jahr 1954 durch die Fusion der Raiffeisenkassen Alxing und Bruck zur Raiffeisenkasse Alxing/Bruck eGmbH.
Mit Eintragung vom 6. Dezember 2016 wurde die Firmierung auf den heute noch gültigen Namen geändert.

## Rechtsverhältnisse
Die Alxing-Brucker Genossenschaftsbank eG ist im Genossenschaftsregister beim Amtsgericht München unter GnR 2015 eingetragen.

## Organisationsstruktur
Rechtsgrundlagen sind das Genossenschaftsgesetz und die durch die Generalversammlung beschlossene Satzung. Organe der Bank sind der Vorstand, der Aufsichtsrat und die Generalversammlung.

## Sicherungseinrichtung
Die Alxing-Brucker Genossenschaftsbank eG ist der amtlich anerkannten Sicherungseinrichtung des Bundesverbandes der Deutschen Volksbanken und Raiffeisenbanken GmbH und der zusätzlichen freiwilligen Sicherungseinrichtung des Bundesverbandes der Deutschen Volksbanken und Raiffeisenbanken e.V. angeschlossen.

## Geschäftsausrichtung
Die Alxing-Brucker Genossenschaftsbank eG betreibt das Universalbankgeschäft. Im Verbundgeschäft arbeitet sie mit der DZ Bank, R+V Versicherung, Bausparkasse Schwäbisch Hall, Teambank, VR Leasing, DZ Hyp und der Union Investment zusammen.

## Geschäftsgebiet

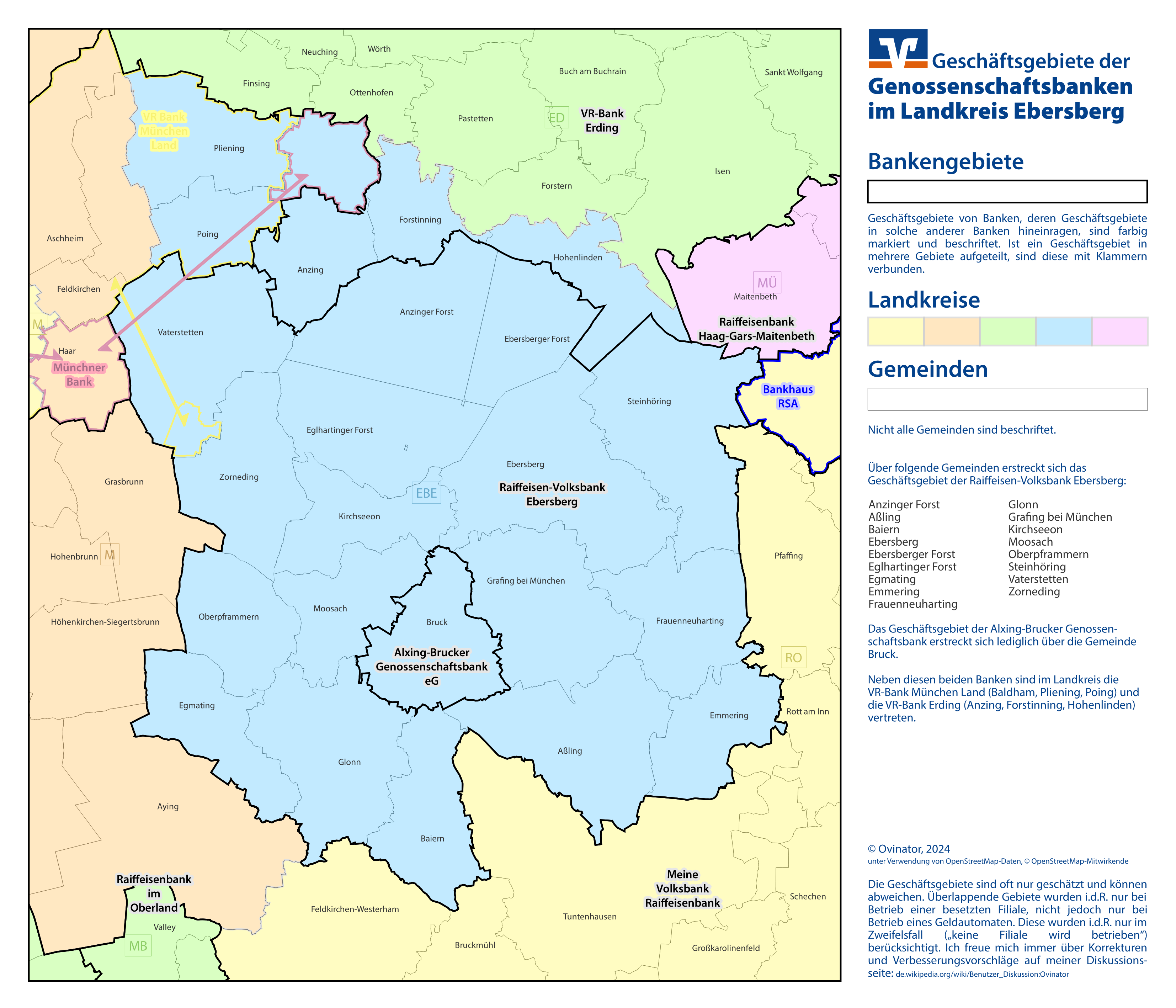
Geschäftsgebiet

Das Geschäftsgebiet liegt im Süden des Landkreises Ebersberg.
Neben der Geschäftsstelle am Sitz der Bank werden keine weiteren Geschäftsstellen betrieben.